# イオン (企業)
イオン株式会社（英: AEON CO.,LTD.）は、千葉県千葉市美浜区の幕張新都心に本社を置く、日本国内外300余の企業で構成される大手流通グループ「イオングループ」を統括する純粋持株会社である。世界11か国に事業展開し、売上総収入は約9兆円規模。小売業として世界第12位、日本第1位である。
東京証券取引所プライム上場。日経平均株価およびTOPIX Large70の構成銘柄の一つ。

## 概要
四日市岡田家の初代岡田惣左衛門が、四日市久六町（現在の三重県四日市市）で創業した太物・小間物商「篠原屋」を起源としており、六代目の岡田惣一郎が呉服商「岡田屋呉服店」に業態転換、さらにその息子である七代目の岡田卓也（現・名誉会長）が岡田屋・フタギ（兵庫県姫路市）・シロ（大阪府吹田市）の3社による共同仕入会社として大阪市福島区大開一丁目8番地のシロ野田店5階を登記上本店としてジャスコ（初代）を設立したのが実質的な創業となっている。現在の代表（取締役兼代表執行役会長）は卓也の長男である岡田元也が引き継いでいる。立憲民主党の衆議院議員で元外務大臣・副総理の岡田克也は卓也の次男である。
岡田卓也の「狸や狐の出る場所に出店せよ」という言葉どおり、大規模駐車場を備えた郊外型の大型ショッピングセンターを中心に出店している。駅前や中心市街地に多数の店を構えるダイエーやイトーヨーカ堂が業績悪化する中、小売業界を牽引している。1980年代までは『連邦制経営』を標榜し、提携先とは比較的少額の資本提携のレベルにとどめて、実際の運営は各社の自主的判断に任せる形式をとっていたが、バブル崩壊以降は中央集権的なトップマネジメントの強化へと方針の転換がおこなわれた。1990年代後半以降は積極的なM&Aと自社PBの拡大を前面に押し出す政策を取っていたが、画一的な売り場政策が顧客の支持を得られなくなったこともあり、2014年以降は再び地域密着と地域や現場への権限移譲を柱とする地方分権的な運営方針へと再転換している。
本州地区では2000年までにジャスコを運営する地域子会社の本社への統合を完了。2000年代初頭の計画では2010年頃までに九州ジャスコおよび琉球ジャスコのイオン本体への統合も模索した時期があった が、地域密着の方針に完全に転換したこともありにより現在では地域子会社を維持している。1997年に会社更生法適用を申請した「ヤオハンジャパン」（現：マックスバリュ東海）や、2001年に会社更生法適用を申請した「マイカル」、そして2004年に産業再生法適用を申請した「ダイエー」の再建に携わったり、地場スーパーマーケットやドラッグストアなどとの提携を盛んに行ったりと、事業の拡大が続いている。
災害対策基本法における指定公共機関に指定されている。

## 特徴

### 社名・ロゴマーク
「イオン（AEON）」とは、古典ギリシア語「αἰών（aiōn、アイオーン）」に由来するラテン語で、「永遠」を意味する。ただし、「イオン」というカタカナ表記は現代英語における発音に基づいている。ロゴマークにはA・E・Oの3文字を「エターナルリング」と呼ばれる円環で結び、かつAとEの合字である「Æ」を使った「ÆON」表記を用いており、英文社名は書類上では「ÆON Co., Ltd.」として表記されている。
なお、社名が似ている英会話教室のイーオン、化粧品会社のイオン化粧品、かつて存在した業態名と同一であるニチイ学館とは資本関係・人的関係ともにない。横浜岡田屋も、創業者が同姓だったため旧称が同じで、前身も偶然同じ業種（呉服店）だったというだけである。

### 他社との関係
みずほ銀行をメインバンクとしており、同行が大株主になっている。その一方で、財閥系・金融系の企業グループとのつながりを見ると、三菱グループとのつながりが深い。
岡田卓也が岡田屋時代に視察したアメリカ合衆国のショッピングモールに感化したのを機に、共同仕入れ会社のジャスコ設立の際にあわせて「ダイヤモンドシティ」（2007年〈平成19年〉にイオンモールに合併）を三菱商事との共同出資で設立し、共同でショッピングセンターの開発に関わっている。また、それらの多くを三菱グループの日本リテールファンド投資法人が所有している。さらに、コンビニエンスストア業界参入により設立した「ミニストップ」では資材調達で三菱商事と協力関係にある。2008年（平成20年）末には、三菱商事が筆頭株主になった。また、同じ主力行であり、かつて同業においてダイエーに次ぐ“西の雄”とも言われた「マイカル」の支援企業として名乗りを上げ、系列下に収めた。サブプライムショックに端を発する不況による売上不振と信用収縮に伴う財務不安の払拭を狙い、元々旧ダイヤモンドシティの合弁相手であった三菱商事が筆頭株主になり信用補完を行った時期もあったが2018年に三菱商事との資本業務提携を解消した。社債の格付けではセブン&アイ・ホールディングスやファミリーマートより低かった時期があったため、三菱グループの日本リテールファンド投資法人による不動産投資信託等の別の資金調達手段を多用している。ダイエー再建事業の推進に当たって近い関係となっていた丸紅と資本業務提携を行っている。

### 環境活動
「木を植えています - 私たちはイオンです」の環境活動スローガンを掲げており、1990年（平成2年）に中華人民共和国（中国）で日中共同の植樹イベントを行ったのを機に本社のイオンタワーや新店舗オープン時などに地域住民と共に植樹活動を行っている。2009年（平成21年）2月19日現在、同社は870万本の植樹を行ったと公表している。
これは創業者である岡田卓也が1960年代の高度経済成長による社会発展やモータリゼーションの発達により、公害が社会問題となり、自身の出身地である三重県四日市市でも公害病（四日市ぜんそく）が発生したことで環境問題に関心を持ったことが契機となっている。
樹木の温室効果ガスの吸収効果については、樹木の種類や成長度によりかなりの幅があるが、林野庁の「身近な二酸化炭素排出量と森林（スギ）の二酸化炭素吸収量」によれば50年生のスギ1本は1年間で14kgの二酸化炭素（CO2）を吸収するとしている。同社の植林事業に関するホームページの記録では、最古の記載が1998年（平成10年）の 「万里の長城・森の再生プロジェクト」であり、870万本すべてをこの50年生のスギと仮定することには異論があると思われるが、仮に同社の870万本すべてが50年生のスギとして仮定すると、環境活動植樹による温室効果ガスの吸収量は、12万1800t/CO2（約12万2000トン）と算出される。
一方で環境省によると、同社本体の温室効果ガス排出量は81万2973t/CO2（約81万3000トン）となっている。これに同社の特定貨物輸送事業者としての温室効果ガス排出量を加算すると、年間に101万6973t/CO2（約101万7000トン）を排出している。この温室効果ガスの排出量は、「地球温暖化対策推進法に基づく 温室効果ガス排出量算定・報告・公表制度による 平成18年度温室効果ガス排出量の集計結果 (PDF) 」により公表された工場・事業所7505社、輸送関係1439社の中で上位から100社以内に入る排出量であり、流通・小売業部門ではトップとなる排出量である。さらに、同社の関連グループ会社、イオンスーパーセンターやイオンモール、イオンマルシェ、イオン九州、イオン北海道、イオン琉球（旧・琉球ジャスコ）、フードサプライジャスコ、マイカル、マイカル九州の温室効果ガス排出量を加算すると、190万257t/CO2（約190万トン）という排出量となっている。

### 非正規雇用従業員
非正規雇用を日本で最も多用しており、『週刊東洋経済』の｢非正規雇用が多い企業ランキング｣では、2015年の調査開始以来6年連続のトップである。非正規雇用は、2015年調査では22万4356人だったものが、2020年調査では26万3173人に及び、5年間で17.3%増加した。同期間の正社員増加率は43.1%となっており、従業員に占める非正規雇用比率は、減少傾向にあるものの、62.7%と依然として高い水準となっている。

## 沿革

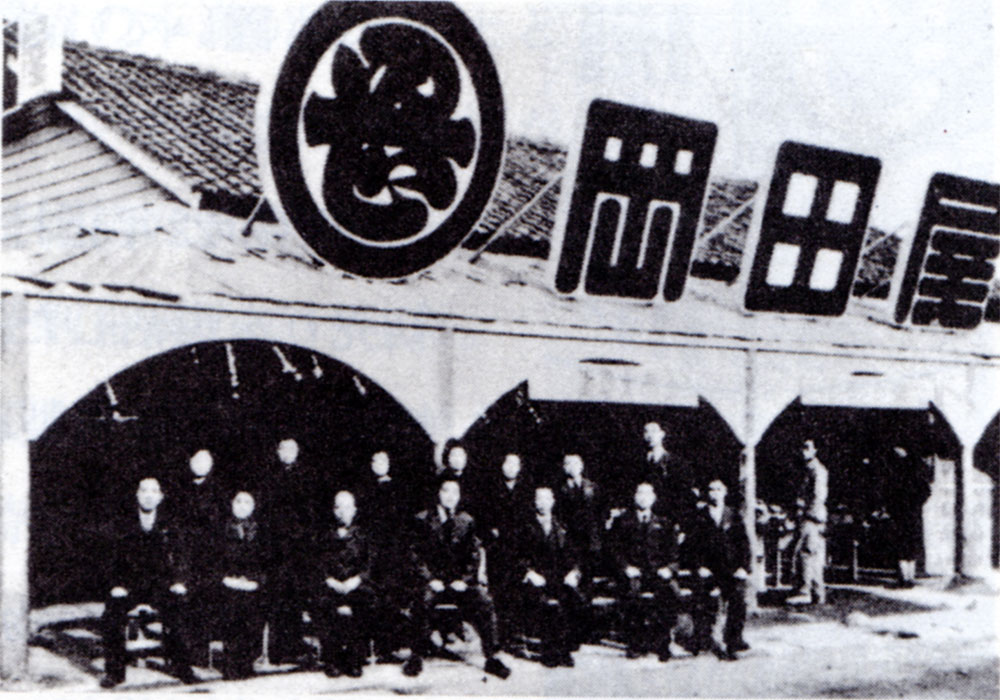
岡田屋 戦後復興店舗（1946年3月）

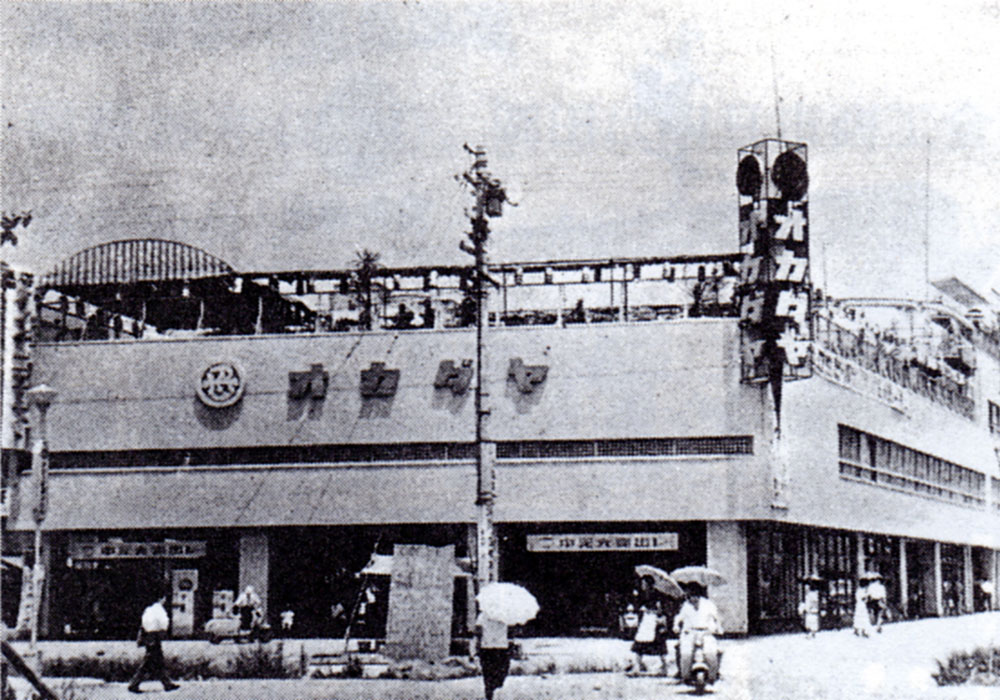
オカダヤ四日市店（1958年4月）

### 創業期・岡田屋時代
- 1758年（宝暦8年） - 初代岡田惣左衛門が、四日市久六町（現在の三重県四日市市）で、太物・小間物商「篠原屋」を創業[12]。天秤棒を担いで郷中を売り歩く行商が商売の中心であった[34]。
- 1887年（明治20年）2月 - 篠原屋、四日市辻へ移転し、「岡田屋」と改称[35][36]。
- 1926年（大正15年）9月21日 - 岡田屋、「株式会社岡田屋呉服店」を設立し、法人化[37][38]。
- 1929年（昭和4年） - 岡田屋呉服店、店の大部分を畳敷きから土間に改造し、店売りを立ち売り陳列式に変更する[39]。
- 1937年（昭和12年）11月3日 - 二木一一が、兵庫県姫路市に「フタギ洋品店」を開業[40]。
- 1945年（昭和20年）6月18日 - 四日市大空襲により岡田屋呉服店の店舗が商品とともに焼失[41]。
- 1949年（昭和24年）7月 - フタギ洋品店、「フタギ株式会社」を設立し、法人化[42]。
- 1956年（昭和31年）12月 - 岡田屋呉服店、会社更生法を申請した三重県津市の中日会館再建のため、会館からの出店要請を受ける。1957年（昭和32年）2月、津店オープン[43]。
- 1959年（昭和34年）
  - 1月10日 - 岡田屋呉服店、スーパーを業務とする子会社・マルオカを設立[44][45]。
  - 4月 - 岡田屋呉服店、小売業で初の登用試験制度を制定[45]。
  - 11月 - 岡田屋呉服店が「株式会社岡田屋」に商号変更。当時の資本金は1,500万円[45]。
- 1961年（昭和36年）
  - 井上次郎が、大阪府豊中市阪急宝塚本線庄内駅前にスーパー「シロ」を開店[注釈 13][46]。
  - 6月 - マルオカ、社名を「オカダヤチェーン」に変更[44]。
- 1962年（昭和37年）9月21日 - 桑名オカダヤ（後のジャスコオカダヤ桑名店）がオープン。岡田屋系では初の本格的スーパーマーケットとなった[47]。
- 1965年（昭和40年） - オカダヤ岡崎店（のちのジャスコ岡崎店）の開店を記念して、岡崎市に桜の木1,000本を寄贈し岡崎公園に植樹[48]。
- 1968年（昭和43年）
  - 5月 - 岡田屋・フタギ、合併を前提に業務提携（のちにシロも参入[49]）[50]。同年5月12日に3者が会合し、5月15日に新会社設立準備委員会を発足させる[51]。
  - 12月14日 - 新会社の社章が社会公募により決定[52]。

### ジャスコ時代
- 1969年（昭和44年）

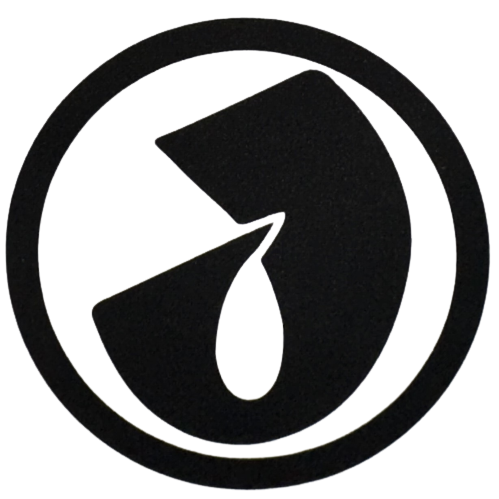
ジャスコ初代ロゴ

  - 2月21日 - 岡田屋とフタギ、シロの3社合弁による共同仕入会社として「ジャスコ株式会社」（初代）を設立[14]。
    - 大阪市福島区大開一丁目11番地のシロ野田店5階に登記上本店を置いた[14]。社長は岡田卓也、会長は二木一一、副社長は井上次郎がぞれぞれ就任[52]。
    - 社名は3社の従業員から公募され、「日本ユナイテッドチェーン株式会社」に決定したが、英語化した「Japan United Stores COmpany」の頭文字で「ジャスコ」（JUSCO）となった[53]。

  - 3月20日 - 三菱商事との共同出資により「株式会社ダイヤモンドシティ（現：イオンモール）」設立[22]。同日、岡田屋がフタギ、オカダヤチェーン、カワムラ、ジャスコを合併[52]。
  - 4月29日 - シロ創業者でジャスコ発足後に副社長となっていた井上次郎が心筋梗塞のため41歳で急逝[54]。
- 1970年（昭和45年）
  - 3月20日 - 岡田屋およびフタギ、オカダヤチェーン、カワムラ（三重県伊勢市）[注釈 14]・（初代）ジャスコが合併[55]。存続会社は岡田屋[55]。
    - シロは前年に創業者を失ったことに加えて当時経営不振であったため、傍系会社の「京阪ジャスコ」に社名を変更（1970年4月25日）[56]して自力で経営再建することになり、このときの統合には加わらなかった[57]。

  - 4月14日 - 岡田屋、「ジャスコ株式会社」（2代目）に商号変更[55]。
  - 同年 岡田屋、岐阜繭糸（現：イオンモール）を買収[58]。
- 1972年（昭和47年）8月20日 - やまてや（広島県呉市）・やまてや産業・京阪ジャスコ（旧シロ）を合併[注釈 15][60]。
- 1973年（昭和48年）
  - 2月20日 - かくだい食品（山形県米沢市）・かくだい商事・マルイチ（山形県酒田市）・新庄マルイチ・福岡大丸（福岡市）・三和商事（大分県大分市 / ストアブランドはなんでもや）を合併[61][注釈 16]。
  - 2月21日 - ミナミカラーと共同出資でフォトサービスのジャスフォートを設立[62][注釈 17]。
  - 3月 - 奈良店で銀行カードによるキャッシュレス販売実験開始。
  - 8月21日 - 上場準備室を設置[63]。
  - 9月 - ワンストップショッピング機能を強化した「アンカーストア」としてジャスコ川西店をオープン（1962年開店の旧シロ跡地に新築）。

- 1974年（昭和49年）

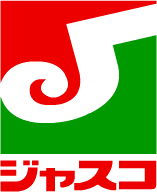
ジャスコの2代目ロゴ
（1974年～1990年）

  - 2月14日 - 新CIを導入[64][65]。同日、政策発表会で社歌『人間の園』発表（石原慎太郎作詞、神津善作作曲）[65]。
  - 9月10日 - 東京証券取引所第二部上場[66]。同日には大阪証券取引所第二部、名古屋証券取引所第二部にも上場[67]。
- 1975年（昭和50年）
  - 2月20日 - マルサ（静岡県浜松市）を合併[68]。
  - 3月 - プライベートブランド「ジェーフード」を発売。
- 11月1日 - 京都、広島、福岡、新潟の各証券取引所に上場[67]。
- 1976年（昭和51年）
  - 8月2日 - 東京証券取引所第一部、大阪証券取引所第一部、名古屋証券取引所第一部にそれぞれ指定換え[69]。
  - 8月21日 - 扇屋（千葉県）を合併[70]。
  - 9月1日 - 東京本社（東京都千代田区神田錦町1-1）を設置[71]。2本社（東京・大阪）1支所（中部）体制へ[71]。
  - オークワと合弁で、和歌山県御坊市に「ジャスコ・オークワ」出店[72]。
  - 会社更生法申請していた橘百貨店を支援し、橘ジャスコを設立する。「橘ジャスコ」をオープン。橘百貨店がグループ入りする[73]。
- 1977年（昭和52年）8月21日 - 伊勢甚グループ（伊勢甚百貨店、日立伊勢甚、ジンマート、味の街）および「いとはん（石川県金沢市）」を合併[74][75]。
- 1979年（昭和54年）
  - 1月8日 - イズミヤ、ユニーなどとの出資で輸入専門商社アイク株式会社（現・イオントップバリュ株式会社[注釈 18]）設立[76]。
  - 1月31日 - 連邦制経営の理念を明文化した『ジャスコの憲章』を制定[77]。
- 1980年（昭和55年）
  - 7月1日 - ジャスコ初のコンビニエンス事業として神奈川県横浜市港北区にミニストップ大倉山店を開店[78]。
  - 9月 - ジャスコカード発行（現在のイオンクレジットサービスとなる日本クレジットサービスの設立は翌年6月20日[79]）[79]。　
  - 10月 - 食品POSを野田店（大阪市）に導入[80]。
- 1982年（昭和57年）4月 - 橘百貨店が会社更生計画を終結させ、橘ジャスコと橘百貨店が合併[73]。店舗名の橘ジャスコは存続[73]。
  - 3月5日 - 東京都渋谷区渋谷二丁目にコスモ薬品株式会社設立（翌月コスモ化粧品株式会社に商号変更）。後に一時休眠会社となるが、同社がマックスバリュ西日本の法人格の源流となるため、この日をマックスバリュ西日本の設立日としている。
  - 11月30日 - 東京都内1号店の葛西店がオープン[81]
  - 12月7日 - SMチェーンのウェルマートを設立[82]（旧事業会社）。本社は兵庫県姫路市加納町に置き[82]、姫路市田寺に1号店「田寺店」を開店[83]。翌月には本店を兵庫県姫路市北条口三丁目へ移転。
- 1983年（昭和58年）6月1日 - 本店を大阪市福島区大開一丁目8番8号から東京都千代田区神田錦町一丁目1番地に移転。
- 1985年（昭和60年）
  - 4月19日 - SMチェーンのウエル（後に山陽ウエルマートに商号変更）設立[84]。
  - 8月5日 - SMチェーンのウエル青森（後に青森ウエルマートに商号変更）設立[84]。
- 1987年（昭和62年） 
  - 2月 - ウェルマート株式会社が旧事業会社を合併（いわゆる株式額面変更目的の合併）。同年4月に本店を、東京都中央区から兵庫県姫路市に移転。
  - 5月 - ウェルマート、商号をウエルマート株式会社に変更。
- 1988年（昭和63年）
  - 2月19日 - ディスカウントストア事業に参入し、兵庫県加古川市にビッグ・バーンべふ店を開業[85]。
  - 5月 - 橘百貨店、リニューアルに際し、店舗名の「橘ジャスコ」を「ボンベルタ橘」に改名する[73]。
- 1989年（昭和64年 / 平成元年）
  - グループ名称を「ジャスコグループ」から「イオングループ」に変更[86]。ジャスコのシンボルマークを刷新[20]。
  - 10月2日 - タルボットジャパン設立[87]。
- 1992年（平成4年）
  - ホームセンター事業「メガマート」の強化のため石黒ホーマ（1月17日付[88]）、ケーヨーとそれぞれ業務・資本提携、各社との合弁により、イシグロジャスコ、ケーヨージャスコを設立（1995年 - 2000年にかけて資本撤退もしくはホームセンター側に合併）[89]。
  - 10月 - スーパードラッグストアの1号店ドラックス（DRUX）青山店（三木市）オープン（のちにドラックスは分社および合併し、現在はウエルシア薬局）[90]。
- 1994年（平成6年）
  - 5月30日 - 千葉の幕張新都心に「イオンタワー」竣工[91][92]。現住所へ本社移転（登記上本店が東京から現住所へ移転したのは2001年）。同時に日本初の衛星通信マルチメディアネットワークを導入[92]。
  - 9月1日 - 「トップバリュ」を販売開始[93]。この時点では、ジャスコの数あるプライベートブランドのひとつであった。
  - 10月28日 - SSMの新業態として「マックスバリュー（現：マックスバリュ）」の1号店が岩手県江刺市（現：奥州市）に開業[94]。
- 1996年（平成8年）1月1日 - GMS9店舗で初の元日営業を実施[95]。
- 1997年（平成9年）11月4日 - 亜土電子工業（現・MAGねっとホールディングス）との共同出資により、OA機器販売のJ-ZONEを設立[96]。
- 1999年（平成11年）
  - 7月 - ユニーがアイクから脱退。アイク株式会社を子会社化。
  - 8月21日[97] - 信州ジャスコ・扇屋ジャスコと合併[98][17]。
- 2000年（平成12年）
  - オークワとの合弁解消。
  - 1月11日 - スギ薬局と業務・資本提携[99]。
  - 2月21日 - 北陸ジャスコ（1977年2月設立）を合併[100]。これにより、本州の総合スーパー運営会社はジャスコに統一[101]。
  - 6月28日 - 全事業でISO14001認定取得[99]。
  - 7月1日 - ヤオハン（現・マックスバリュ東海）を完全子会社化[99]（同社のグループ入りは同年3月2日から）[99]。

### イオン（事業会社）時代
- 2001年（平成13年）
  - 8月21日 - ジャスコ株式会社が「イオン株式会社」へ商号変更[102]。グループ呼称も「イオングループ」から「イオン」に改称し、新CIも制定[103]。「グローバル10」構想を発表。各店舗内で「新生イオン入社式」が挙行される[104]。「ÆON」のカラーネックストラップ付き名札をグループ各社で共通に使用開始、グループの結束を前面に出した。
- 2002年（平成14年）
  - 1月20日 - ジャスコ四日市店（旧・オカダヤ駅前店）が閉店[105]。これにより元岡田屋の店舗がすべて閉店。
  - 5月13日 - 福岡証券取引所上場廃止（2月5日に上場廃止を申請）[105]。
  - 5月26日 - 食品スーパーのハローを子会社化[105]。
  - 9月20日 - ドラッグストア『いいの』と業務・資本提携[105]。
  - 株式会社秀和の保有するいなげや株を引き取り、筆頭株主となる。
- 2003年（平成15年）
  - 5月 - 委員会等設置会社に移行[101]。
  - 11月18日 - マックスバリュ松ヶ崎店（千葉県柏市）に、日本国内ではじめてセルフレジを導入[106][107]（この時点では6か月間の試験導入。のちに他店も含め本格導入となった）。
  - 11月29日 - 更生会社株式会社マイカル（当時）を完全子会社化[107]。
- 2004年（平成16年）
  - 4月12日 - いなげやと業務・資本提携[108]。
  - 5月30日 - お客さま感謝デーの開催日を、20日から20・30日に変更[108]。これに伴い、30日に実施していた「ジャスコみそか市」を廃止。
  - 7月2日 - イオン商品券とマイカル商品券の相互利用を開始[109]。
  - 9月1日 - 新ブランド戦略を発表。ブランドメッセージ「singing♫ÆON」を発信[108]し「昨日より、おもしろい、今日。」を顧客に約束することを宣言した。同日、日本の小売業として初めて国連グローバル・コンパクトへの参加を表明[108]。
- 2005年（平成17年）3月10日 - カルフールジャパンの全株式を譲受[110][111]。同日カルフールジャパンはイオンマルシェに社名変更[110][111]。またフランス本国のカルフールS.A.社と業務提携を発表[111]。
- 2006年（平成18年）
  - 3月31日 - スギ薬局との業務・資本提携を解消[110]。
  - 1月30日 - 「オリジン弁当」を展開するオリジン東秀の防衛的友好買主（ホワイト・ナイト）として、ドン・キホーテから受けた敵対的TOBに対抗した友好的TOBを発表。
  - 5月11日 - ダイヤモンドシティ連結子会社化[112]。
  - 5月15日 - イオン総合金融準備設立[112]。
  - 7月31日 - ベルクと業務・資本提携[112]。
  - 9月25日 - 日本郵政公社と包括的業務提携を締結[112]。
  - 10月13日 - 丸紅とダイエーより、ダイエーとイオンの資本・業務提携に関し、翌年3月末までの独占交渉権を獲得（丸紅・ダイエー・イオンの3社間で、同提携に関する検討を開始することで合意）。
  - 10月 - 2000億円弱の大型増資発表。
    - 全調達資金の4分の1がダイエー・マルエツ関連。その他の使途は新店舗の出店費用や中国での大量出店の加速のために使用される。
- 2007年（平成19年）
  - 1月11日 - ジャスコ東山二条店にて、試験的にレジ袋の無料配布を中止[112]。1枚5円でレジ袋有料化を開始。
  - 2月1日 - 東日本旅客鉄道（JR東日本）とNTTドコモが開発したWAON・Suica・iDを利用できる電子マネー共用端末を日本ではじめて導入[注釈 19]し、取扱を開始[112]。
    - まず関東地方でサービスを開始。その後同年3月2日には新潟県新潟市内の店舗（ジャスコ新潟店・新潟東店、イオンラブラ万代店の3店舗。さらに同年10月開店のイオン新潟南ショッピングセンター（現・イオンモール新潟亀田インター）と合わせ計4店舗）にも導入された。
    - Suicaと相互利用が可能な電子マネーPASMOも同年3月18日から上記の店舗で利用可能である。

  - 2月21日 - 定年を65歳に延長[112]。
    - 前年改正の「高年齢者雇用安定法」への対応については、60歳定年後の継続雇用制度での対応がほとんどであり（イオンも2005年2月に導入済み）、定年の延長を行うケースは極めて異例とされる。
    - 定年制を廃止した企業では日本マクドナルドがあり、流通業界でも、事務用品通信販売のアスクルや百貨店の松屋が65歳に定年延長した例がある程度。

  - 3月9日 - 丸紅とダイエーならびに当社の計3社間での資本・業務提携合意を発表（同時にダイエーが保有するマルエツ株の一部を譲受）[112]。提携により、国内最大の流通連合となった。
  - 4月27日 - 関東1都6県と新潟県の一部のイオングループ96店舗で決済サービス「WAON」のサービスを開始[113][114]。
  - 6月1日 - ジャスコ仙台幸町店でのレジ袋無料配布を中止、東山二条店と同様に1枚5円で有料化。
  - 6月11日 - 京都市内のジャスコ洛南店、京都西店、五条店の食品売場、ジャスコ金沢シーサイド店でのレジ袋無料配布を中止。
  - 7月10日 - マルエツならびに丸紅と業務提携[114]。
  - 8月20日 - イズミヤが自社所有のアイク株式をアイクに譲渡、アイクを完全子会社化[114]。
  - 8月21日 - 北海道内における総合小売事業を吸収分割によりイオン北海道に承継[114]。プライベートブランド関連事業などを部門別子会社3社に事業譲渡により分離。
  - 10月9日 - 日本航空と包括業務提携を締結[114]。
  - 10月15日 - 岐阜県、愛知県と京阪神エリアにも電子マネー共用端末を導入、WAON、iDの他、東海2県ではSuica、京阪神ではJR西日本のICOCAの利用が可能に。
  - 10月20日 - 流通業としては2社目となる銀行業参入。名称は「イオン銀行」[115]。
  - 11月1日 - クアトロエクゼキューションズ、イオンの所有する橘百貨店の全株式を取得。これにより、橘百貨店がイオングループを離脱。
  - 11月27日 - 2008年度中に会社分割する構想を発表。
  - 12月17日 - 関西地区で食品スーパー「鮮度館KOHYO」を運営する株式会社光洋の株式89.9%を、創業家一族から約150億円で取得し子会社化[116]。
- 2008年（平成20年）1月22日 - 傘下のドラッグストア大手「CFSコーポレーション」が計画した、調剤薬局最大手「アインファーマシーズ」との経営統合を、プロキシーファイトの末に阻止。

### 持株会社化以降
- 2008年（平成20年）
  - 2月13日 - この日の取締役会にて、純粋持株会社体制への移行を決議。
  - 2月21日 - 保険代理店事業とイオンモールの保険事業を会社分割により、イオンクレジットサービスの子会社であるエヌ・シー・エス興産へ継承。同社は吸収分割当日にイオン保険サービスに社名変更[116]。
  - 2月27日 - SuicaポイントとWAONポイントの相互交換を開始[116]。
  - 3月1日 - 電子マネー共用端末の導入店舗を全国に拡大[116]、グループ内の約2万4000店舗で利用可能に。WAON、iDの他、Suicaは東北地方、長野県と東海地方で、ICOCAは近畿地方と三重県の一部、岡山県、広島県、山口県で利用可能。その他の道県は当面WAONとiDのみ利用可。
  - 3月14日 - イオン温暖化防止宣言を策定[116]。
  - 4月7日 - 取締役会の承認を経て、分割の詳細を発表。
  - 4月9日 - ジャスコ津田沼店を皮切りにネットスーパー事業に参入[116]。
  - 4月22日 - フジサンケイグループ主催の地球環境大賞で環境大臣賞を受賞[116]。
  - 5月8日 - CFSコーポレーションと業務・資本提携契約を締結[116]。
  - 5月9日 - 岡田屋創業250年を迎えた節目として、女性従業員の制服及び全従業員の名札を一新。
  - 5月15日 - 株主総会で分割の決議。
  - 6月21日 - イオントップバリュ株式会社・イオン商品調達株式会社・イオングローバルSCM株式会社にプライベートブランド・仕入等の事業を簡易分割形式で譲渡。ただし、トップバリュ商品の販売元の名義はイオン株式会社のままである。
  - 7月21日 - 株式会社光洋に京阪神地区の直営マックスバリュ店舗（15店舗）を吸収分割形式で譲渡[116]。
  - 8月8日 - シミズ薬品と業務・資本提携[116]。
  - 8月21日 - イオンリテール株式会社に小売事業部門を吸収分割形式で承継し、純粋持株会社へ移行。同日、時間給制社員の制度を改定し、スペシャリティ認定制度を導入。同日にはイオンクラブも発足[117]。
  - 10月15日 - 「お客さまわくわくデー」がスタート。
  - 10月18日 - グループ2000店舗で1000品目の店頭価格を値下げする「がんばろう日本!とことん価格」を開始。円高のあおりを受け、同年11月1日からは輸入品等を中心にさらに300品目を追加。
  - 11月12日 - 業務提携会社である三菱商事株式会社が、株の市場買い付けにより筆頭株主となる。
  - 12月16日 - 三菱商事株式会社との包括業務提携の強化（海外出店、国内ショッピングセンター開発などに関する協業・イオン株の買い増し）を発表[117]。
- 2009年（平成21年）
  - 2月4日 - 電子マネーWAONでファミリーマートと業務提携[118]。
  - 7月24日 - イオンクレジットサービス、NTTドコモの3社が出資する合弁会社イオンマーケティング株式会社を設立[119][120]。
  - 8月21日 - 情報システム部門とシェアードサービスセンターをイオンリテールから分割し、機能会社『イオンアイセス』を設立[121]。
  - 9月19日 - 65歳以上を対象とした「ゆうゆうワオンカード」の新規会員を全国で募集開始。
  - 12月21日[120] - 三菱商事株式会社の子会社で、「saQwa」のブランド名で通信販売事業を展開する株式会社デジタルダイレクト（現・イオンドットコム株式会社）の第三者割当増資による引受を行い、連結子会社化[122]。
- 2010年（平成22年）
  - 2月16日 - イオングループの各店で電子マネーQUICPayを導入、最大4つの電子マネー（全国でWAON、iD、QUICPay、一部地域でSuica・ICOCA・SUGOCAならびにPASMO・nimocaなどなどそれらとの相互利用対応電子マネー）が利用可能となる。
  - 8月4日 - グループ内でのレジ袋無料配布中止店舗で得たレジ袋収益金を元に、1万4860トンCO2相当の「国内排出権」を購入。1企業としては国内最大規模となる[123]。
  - 8月21日 - 吸収分割により株式会社CFSコーポレーションのスーパーマーケット事業を譲り受けて事業を開始したイオンキミサワ株式会社の全株式を同社から譲受、完全子会社化[124]（同社は2013年〈平成25年〉3月1日にマックスバリュ東海株式会社と合併）。
- 2011年（平成23年）
  - 3月1日 - 店舗屋号の変更が行われ、ジャスコ・「サティ」の総合スーパーを「イオン」の名称に統一[125]。ただし7月18日に閉店予定だった「広島サティ」のみ店舗名の変更は行われなかった。
  - 8月31日 - 大和ハウス工業株式会社の折半出資により設立されたロック開発株式会社について、大和ハウス工業保有分の株式を当社が譲受け完全子会社化[126][127]。翌9月1日にロック開発株式会社はイオンタウン株式会社に商号変更し、ネイバーフッド型ショッピングセンターは、全て「イオンタウン」に変更[127][128]。
  - 11月21日 - グループが運営するモール型ショッピングセンターを、全て「イオンモール」の名称に統一[129][130]。
  - 11月25日 - 創業者一族からの株式取得により、株式会社マルナカを子会社化、株式会社山陽マルナカを完全子会社化する[131]。
- 2012年（平成24年）
  - 6月1日 - この日から開店時間をこれまでより2時間早い午前7時に繰り上げ、一部の店舗を除き9月初旬まで行った。ほとんどの店舗が今後も引き続き7時開店を続ける。節電に向け始業時間を早める夏時間の導入などが普及し、生活様式の変化に対応するのが狙い[132]。
  - 6月8日 - 株式会社ローソンとエンタテイメント分野での協業を発表。共同キャンペーンの実施やミニストップ全店舗への「Loppi」設置が行われる[133]。

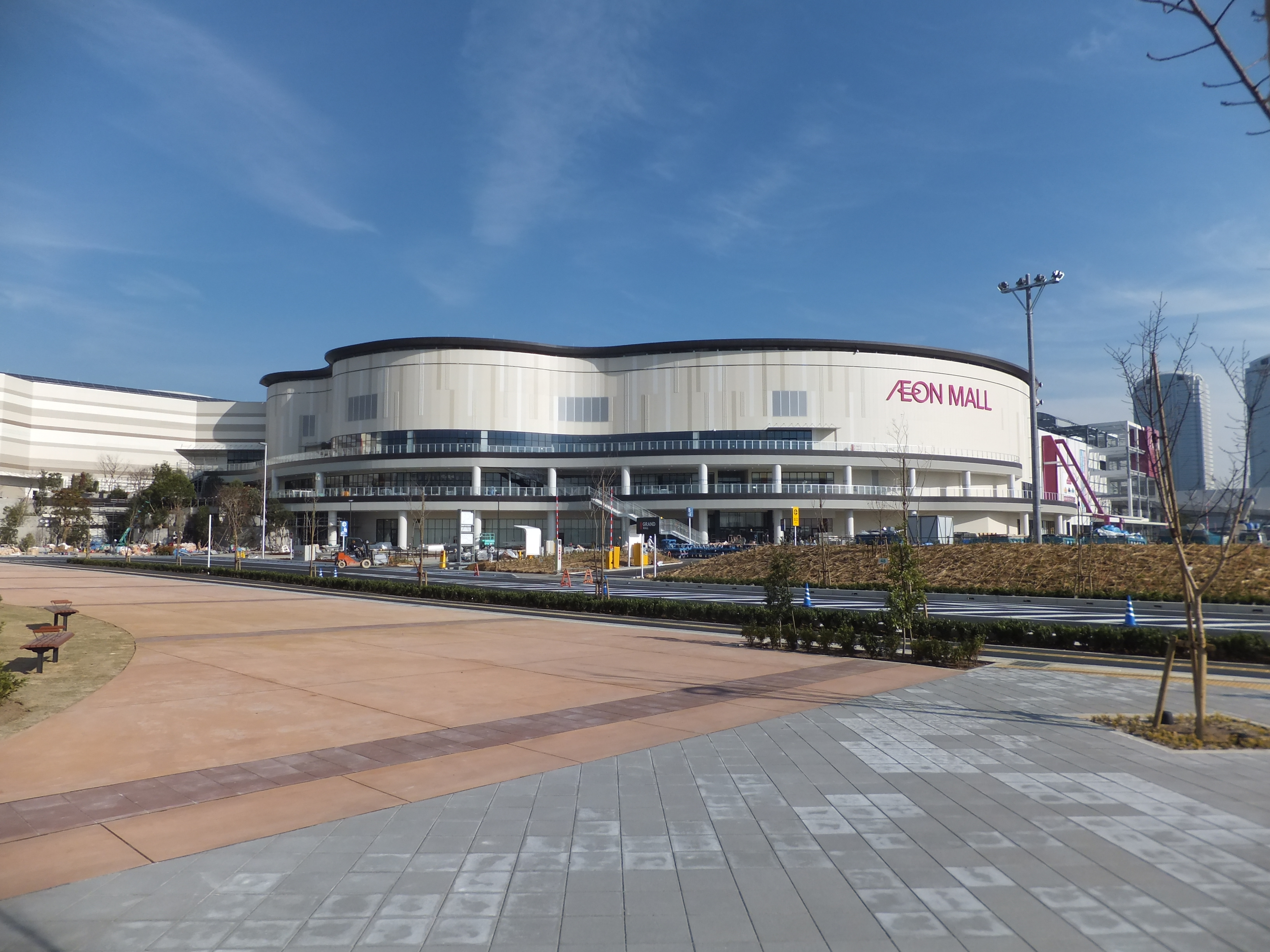
2013年開業のイオンモール幕張新都心（旗艦店）

- - 11月28日 - GMSで初めて電子お薬手帳を導入[134]。
- 2013年（平成25年）
  - 1月1日 - テスコ社（イギリス）の日本法人であるテスコジャパン株式会社（現・イオンエブリ株式会社）の発行済株式を50%取得し、持分法適用関連会社化[135]。
  - 3月27日 - ダイエーの株式の公開買付を開始[134]。
  - 4月1日 - J.フロント リテイリングから株式会社ピーコックストアの全株式を取得し、完全子会社化。同社は同日付でイオンマーケット株式会社に商号変更[136]。
  - 4月25日 - 世界で初めて国際的認証機関SGS SAとUL Inc.の双方から「バイオマス認証マーク」を取得した持ち帰り専用カゴ『バイオ・マイバスケット』を導入[137]。
  - 8月27日 - 株式公開買い付けにより、株式会社ダイエーを連結子会社化[137]。
  - 12月20日 - イオン（イオンモール）のフラグシップ店となるイオンモール幕張新都心が開業[138]。
- 2014年（平成26年）
  - 4月11日 - ソニー株式会社、大日本印刷株式会社、株式会社ぐるなび、株式会社丹青社との合意のもと、グループ会社のイオンフィナンシャルサービス株式会社と共にフェリカポケットマーケティング株式会社の株式の一部を同年3月31日に取得し、連結子会社化したことを発表[139]。
  - 5月30日 - 株式会社セディナとの合意のもと[140]、連結子会社である株式会社ダイエーとの「お客さま感謝デー」の相互利用を開始。これにより、同日より全国の「イオン」において「お客さま感謝デー」開催時におけるOMCカードのクレジット払いによる割引サービスの提供を開始[141]（同年6月20日からはマックスバリュ、イオンスーパーセンター、ボンベルタ成田、ホームワイド、光洋、マルナカ、山陽マルナカ、ピーコックストアにも拡大、なお、OMCカードの優待サービスは2016年2月をもって終了）。
  - 9月22日 - 山口県及び九州北部（福岡県・佐賀県・長崎県・熊本県）に食品スーパーを展開する株式会社レッドキャベツと資本業務提携を締結するとともに、第三者割当増資を引き受け、86.7%の株式を取得して連結子会社化[142]。
  - 10月15日 - グループ内の総合スーパー・食品スーパー2000店舗を対象に、月1回ペースで開催する新催事として「じものの日」を開始[143]。
  - 11月27日 - 株式公開買付けによりウエルシアホールディングス株式会社を連結子会社化[144]。
- 2015年（平成27年）
  - 1月1日 - 株式交換により株式会社ダイエーを完全子会社化[145]。
  - 3月2日 - グループ会社の株式会社マルエツ、株式会社カスミおよびマックスバリュ関東株式会社が経営統合し、共同持株会社のユナイテッド・スーパーマーケット・ホールディングス株式会社を設立。同社はイオンの連結子会社となる[146]。同日、イオン株式会社が東証一部に上場[146]。
  - 7月8日 - 小売企業グループで初めて、日本プロサッカーリーグ（Jリーグ）とのトップパートナー契約を締結したことを発表[147]。
- 2016年（平成28年）
  - 6月23日 - 共通ポイントサービス「WAON POINT」を開始し、主に現金払いを対象としたポイントカード「WAON POINTカード」の発行を開始（なお、イオンカードや会員情報を登録した電子マネーWAONにも自動で「WAON POINT」が組み込まれる。また、開始当初はグループ店舗での利用に限られる）[148]。
  - 12月7日 - Niantic, Inc.及び株式会社ポケモンとの間で、iOS/Android向けアプリ『Pokémon GO』におけるパートナーシップ契約を締結。これにより、国内外のイオングループ店舗計3498か所が「ポケストップ」や「ジム」となる[149]。
- 2017年（平成29年）
  - 2月24日 - プレミアムフライデーに合わせて、月末の金曜日から日曜日までの3日間開催する新催事「イオン ビッグフライデー」を開始。
  - 7月1日 - 内閣府より、災害対策基本法第2条第5号に基づく指定公共機関に指定[150]。
  - 12月21日 - 小売業で初めて日本政策投資銀行による「DBJ BCM格付」で最高ランクAを取得[151]。
- 2018年（平成30年）10月12日 - フジとの間で資本業務提携契約を締結[152]。
- 2019年（平成31年 / 令和元年）
  - 2月28日 - 三菱商事株式会社との包括業務提携を両社合意のもとで解消[153]。
  - 8月27日 - 子会社のウエルシアホールディングス株式会社との共同出資により、フランスのボタニカルビューティケアブランド「YVES ROCHER（イブ・ロシェ）」の日本での独占販売を行うイオンレーヴコスメ株式会社を設立[154]。
- 2020年（令和2年）
  - 4月30日 - 株式公開買付けにより子会社であった株式会社ツヴァイの全株式を株式会社IBJへ売却[155]。
  - 10月1日 - 子会社であった株式会社イオンフォレストの全株式をイギリスのザ・ボディショップ・インターナショナル・リミテッドへ譲渡（譲渡に伴い、株式会社イオンフォレストはザ・ボディショップジャパン株式会社に商号変更する）[156]。
- 2021年（令和3年）9月1日 - 「WAON POINT」、電子マネー「モバイルWAON」やQR・バーコード決済の「AEON Pay（イオンペイ）」での支払い、キャンペーン情報などを一元管理するスマートフォン向けトータルアプリ「iAEON（アイイオン）」の配信を開始[157]。
- 2022年（令和3年）
  - 1月5日 - 株式公開買い付けにより100円ショップの株式会社キャンドゥを連結子会社化[158]。
  - 3月1日 - 子会社のマックスバリュ西日本株式会社が株式交換で株式会社フジの完全子会社となり、出資比率が既出資分と株式交換に伴う割当分を合わせて過半数を超えたため、株式会社フジが直接の子会社となる。
  - 4月4日 - 東京証券取引所の市場区分の見直しにより市場第一部からプライム市場へ移行。
- 2023年（令和5年）
  - 国内子会社約150社のスーパーマーケットなどで働く約40万人のパートタイマーを対象に3月以降、時給を平均7％引き上げる方針を明らかにする[159]。
  - 12月6日 - いなげやに対する株式公開買付け（TOB）を10月10日から11月29日まで実施した結果、同社株式の51%を取得し同日付で同社を連結子会社化した[注釈 20][161][162][163][164]。※同社は2024年11月30日に中間持株会社ユナイテッド・スーパーマーケット・ホールディングス（U.S.M.H）に経営統合
- 2024年（令和6年）
  - 1月29日 - 香港を拠点としている投資ファンド「オアシス・マネジメント」が保有しているツルハホールディングスの株式を取得する方向でオアシス社との間で独占交渉を開始したことを発表[165][166]。
  - 2月28日 - イオンによる主導でウエルシアホールディングスとツルハホールディングスの経営統合に向けた協議を開始することで合意[167]。
  - 10月31日 - 京成電鉄との間で資本業務提携を締結。不動産の情報やノウハウを共有し、イトーヨーカドー津田沼店跡地の再開発や小売り事業などで協業する[168][169]。
- 2025年（令和7年）
  - 2月28日 - 当社がイオンモールの株式交換による完全子会社化の協議開始に向けた基本合意書を締結。デジタルシフトの加速と進化や、サプライチェーン発想での独自価値の創造をはじめ、「環境・グリーン」などの取り組みを進めるほか、イオンモールによる不動産事業の再開発やバリューチェーンの垂直統合のほか新規事業の創出が可能となる[170]。

## 広告活動

### CMキャラクター・出演者
イオンのCMは通常、商品やイベントなどによってCMキャラクターが棲み分けられているが、2010年（平成22年）6月開催の「みんなに値下げの5日間」、同年12月開催の「うれしい値下げの5日間」では通常は別々のCMに出演している木下優樹菜と加藤清史郎が共演していた。
なお、2011年（平成23年）3月に店舗ブランドが「イオン」に統合されたことに伴い、武井咲がイオンのメインキャラクターとして起用されていた（「お客さま感謝デー」などの定期イベントのCMも同時期から改訂されている）。

#### 現在
- 小林顕作 - イオン超！春トク祭り
- 清原果耶 - イオンモール
- 櫻坂46 - イオンフィナンシャルサービス（2020年 - ）
- 山田孝之 - イオンフィナンシャルサービス（2023年 - ）
- 横浜流星 - イオンフィナンシャルサービス（2024年 - ）

#### 過去
- 山口智子 - 「singing AEON」（2004年 - 2008年）
- ベッキー - つくろうmy新入学、イオンフェスティバル、お歳暮
- 佐藤隆太 - ヒートファクト（2010年）
- SPEED - ヒートファクト（2010年）
- 麻生久美子 - セレブレイトスーツ（2011年）
- 木下優樹菜
- 尾木直樹 - カモンイオン新入学!
- 柳葉敏郎 - トップバリュ バーリアルラガービール
- キム・ヒョンジュン - トップバリュ ヒートファクト
- 佐藤江梨子 - クーリッシュファクト（2011年）
- 加藤清史郎 - かるすぽランドセル
- 太田莉菜 - Mizugi Magic（2011年）
- YUKA（moumoon） - 「満月ロゼ」（2010年）
- 薬丸裕英・秀美夫妻 - 幸せの黄色いレシートキャンペーン
- 観月ありさ
- 古谷一行・前田美波里 - G.G.関連
- 田中圭 - ライトダウン（2012年）
- 木村文乃 - ライトダウン（2012年）
- 乙黒えり - イオンの太陽光、トップバリュ自転車（かつてはわくわくデー、お客さま感謝デーなどのセール告知をしていた）
- 豊田エリー - イオンワールドフェスタ
- ディーン・フジオカ - Smart WAON
- 栗山千明 - イオンモール
- 武井咲 - わくわくデー、お客さま感謝デー、5日間セール、幸せの黄色いレシート他
- 和泉紗江・本保佳音（子役） - ネットスーパー
- 伊勢谷友介 - 幸せの黄色いレシート
- スキマスイッチ - AEON MORE CHRISTMAS
- 蒼井優 - イオンフィナンシャルサービス（イオンクレジットサービス・イオン銀行）
- 高田純次・夏木マリ - G.G.（グランドジェネレーション - 新世代シニア）関連
- トキヲイキル - イオン九州
- 東出昌大 - トップバリュピースフィット他
- 忽那汐里 - トップバリュピースフィット他
- Wake Up, Girls! - イオン東北
- 欅坂46 - イオンクレジットサービス（2019年 - 2020年）
- なかやまきんに君 - 超！ナツ夏祭り2023

### スポンサー関連
- 24時間テレビ 「愛は地球を救う」 - 2005年（平成17年）よりイトーヨーカ堂に代わって協賛企業となっている。また、イオン・マックスバリュなどのグループ店舗でチャリティー募金の受付や番組で着用しているチャリTシャツの販売も行う。
- 日米野球 - 2004年（平成16年）と2006年（平成18年）の特別協賛社（冠スポンサー）
- 世界新体操クラブ選手権 - 特別協賛社（冠スポンサー）

#### 提供番組

##### 現在
日本テレビ系列
- 24時間テレビ 「愛は地球を救う」 - 第28回（2005年）から協賛。
- 沸騰ワード10 - 2021年4月から。

TBS系列
- プレバト!!（MBS制作）
- サタデープラス（MBS制作）
- グリーン★一番星（マイスター）（MBS、BS-TBS・BS-TBS 4Kでも放送） - 一社提供

テレビ朝日系列
- 相葉マナブ
- ドデスカ!（メ〜テレ） - マックスバリュ東海名義。
- イチモニ! 土曜日第1部（北海道テレビ放送）

フジテレビ系列
- めざまし8
- S-PARK
- 週刊ナイナイミュージック

独立局
- SUNNY TIME（KBS京都）- 筆頭スポンサー（60秒）

##### 過去
日本テレビ系列
- ジャスコ奥さま便利帳（よみうりテレビ、下記の研究学園都市コミュニティケーブルサービスでも放映）
- 冒険!CHEERS!! - 一社提供
- たべごろマンマ! - 一社提供
- ヤッターマン（読売テレビ制作）
- 名探偵コナン（読売テレビ制作）
- 1億人の大質問!?笑ってコラえて!
- ズームイン!!サタデー
- ダウンタウンDX（読売テレビ制作）
- 天才!志村どうぶつ園
- 踊る!さんま御殿!!
- ネプ&イモトの世界番付
- あのニュースで得する人損する人
- 行列のできる法律相談所
- スッキリ（隔日）
- news every.（平日版） - 隔日・前半ナショナルスポンサー。2020年9月で降板。
- 世界の果てまでイッテQ! - 2008年4月 - 2020年9月。
- 笑点

TBS系列
- TBS水曜10時枠の連続ドラマ
- 水曜プレミア
- TBS木曜夜10時枠の連続ドラマ
- どうぶつ奇想天外!
- ひみつの嵐ちゃん!
- 世紀のワイドショー!ザ・今夜はヒストリー
- 紳助社長のプロデュース大作戦!
- もてもてナインティナイン
- さんまのSUPERからくりTV
- みのもんたの朝ズバッ!→朝ズバッ! - 隔日
- 日10☆演芸パレード（MBS制作）
- 爆報! THE フライデー
- ニンゲン観察バラエティ モニタリング
- 炎の体育会TV - 19時枠、2019年3月28日まで。
- ジョブチューン アノ職業のヒミツぶっちゃけます! - 19時枠、2019年3月28日まで。

テレビ朝日系列
- おジャ魔女どれみシリーズ→明日のナージャ→プリキュアシリーズ
- 土曜ワイド劇場
- そうだったのか!池上彰の学べるニュース
- Oh!どや顔サミット（ABC制作）
- 新婚さんいらっしゃい!（ABC制作）
- ビートたけしのTVタックル→ここがポイント!!池上彰解説塾
- テレビ朝日水曜21時枠刑事ドラマ
- 木曜ドラマ
- しくじり先生 俺みたいになるな!!
- ナニコレ珍百景

フジテレビ系列
- 森田一義アワー 笑っていいとも! - 隔日・後半ナショナルスポンサー
- メントレG
- ほこ×たて
- 日本語探Qバラエティ クイズ!それマジ!?ニッポン
- ネプリーグ - 後半ナショナルスポンサー
- FNNスーパーニュース - 隔日
- みんなのニュース - 隔日
- 痛快TV スカッとジャパン
- ちびまる子ちゃん - 2020年3月29日まで。

その他
- ジャスコふれあいステーション（研究学園都市コミュニティケーブルサービス）
- キモイリ!（KBS京都）- 開始時からの筆頭スポンサー（60秒）

## 不祥事・事故

### 産地偽装米使用商品の販売
2012年12月から判明する2013年9月までイオン674店舗で国産米とうたっていたが実際は中国産の米が多量にブレンドされていた。中国産米が混入した商品は弁当は112種、おにぎり35種類。プライベートブランド「トップバリュ」商品も含まれ、計約1500万個に上る。イオンによれば、この問題に関してイオンが販売した中国産米に安全性の問題はなかった。
この問題をめぐり、イオンが「中国猛毒米」を大量に販売したなどとする記事を週刊文春が掲載したことについて、イオンは名誉毀損であるとして文藝春秋に1億6500万円の損害賠償などを求め2013年10月に東京地方裁判所に提訴した。イオンが請求した損害賠償金1億6500万円のうち、2016年の一審判決で認められたのは約2500万円（約2400万円）に留まり、2017年の二審判決では110万円にまで大幅減額された。二審東京高等裁判所裁判長野山宏は週刊文春の記事に「誤った印象を抱かせる」部分があったとして部分的に名誉毀損を認めた一方で、「品流通小売大手に価格決定権を握られているため、納入業者に中国産を含む安価な原料に頼る傾向が生じ、その結果国民の食の安全にリスクが生じているのではないかという問題提起をするものとして、一つの良質の言論である」とし、週刊文春記事の内容は真実性があり適法であると判断した。

### エスカレーター事故
2011年3月11日に発生した東北地方太平洋沖地震（東日本大震災）と同年4月7日に発生した余震により、イオンタウン仙台泉大沢の2基、イオン仙台幸町ショッピングセンター（現・イオン仙台幸町店）の1基、イオン郡山フェスタ店の1基のエスカレーターが下層のエスカレーターを押し潰す形で落下した。当時人は乗っていなかったため、人的被害はなかった。